# Радзюшкі
Радзюшкі (пол. Radziuszki) — село в Польщі, у гміні Сейни Сейненського повіту Підляського воєводства.
Населення — 116 осіб (2011).
У 1975-1998 роках село належало до Сувальського воєводства.

## Демографія
Демографічна структура станом на 31 березня 2011 року:
|          | Загалом | Допрацездатний вік | Працездатний вік | Постпрацездатний вік |
| -------- | ------- | ------------------ | ---------------- | -------------------- |
| Чоловіки | 62      | 19                 | 39               | 4                    |
| Жінки    | 54      | 12                 | 33               | 9                    |
| Разом    | 116     | 31                 | 72               | 13                   |